# جسیکا چفین
جسیکا چفین (انگلیسی: Jessica Chaffin؛ زادهٔ ) هنرپیشه و فیلم‌نامه‌نویس اهل ایالات متحده آمریکا است. وی از سال ۱۹۹۹ میلادی تاکنون مشغول فعالیت بوده است.
از فیلم‌هایی که وی در آن نقش داشته است می‌توان به جاسوس و بزهکاران اشاره کرد.